# Cantón de Saint-Paul-Trois-Châteaux
El cantón de Saint-Paul-Trois-Châteaux era una división administrativa francesa, que estaba situada en el departamento de Drôme y la región de Ródano-Alpes.

## Composición
El cantón estaba formado por diez comunas:
- Bouchet
- Clansayes
- La Baume-de-Transit
- Montségur-sur-Lauzon
- Rochegude
- Saint-Paul-Trois-Châteaux
- Saint-Restitut
- Solérieux
- Suze-la-Rousse
- Tulette

## Supresión del cantón de Saint-Paul-Trois-Châteaux
En aplicación del Decreto n.º 2014-191 de 20 de febrero de 2014, el cantón de Saint-Paul-Trois-Châteaux fue suprimido el 22 de marzo de 2015 y sus 10 comunas pasaron a formar parte; seis del nuevo cantón de Tricastin y cuatro al nuevo cantón de Grignan.